# Petrophile trifurcata
Petrophile trifurcata är en tvåhjärtbladig växtart som beskrevs av D.B. Foreman. Petrophile trifurcata ingår i släktet Petrophile och familjen Proteaceae. Inga underarter finns listade i Catalogue of Life.